# Ernst Boldt (Pädagoge)
Ernst Boldt (*  20. Mai 1889 in Penzlin; † 13. Juni 1962 in Wismar) war ein deutscher Schriftsteller und Lehrer. Er schrieb im Mecklenburger Platt.

## Leben
Ernst Boldt wurde am 20. Mai 1889 in Penzlin geboren. Von 1907 bis 1909 besuchte er das Lehrerseminar in Neukloster. 1910 lehrte er in Groß Methling und von 1911 bis 1919 in Lehsten. Er ging dann nach Wismar und war von 1919 bis 1932 Elementarlehrer an der Stadtschule und anschließend am Lyzeum.
Er verfasste plattdeutsche Sagen und Theaterstücke.

## Werke
- De Schimmelrieder: Saag'n, Balladen un anner Gedichte. Hinstorff, Wismar 1925.
- mit Friedrich Siems, Peter Kalff: Dat Redentiner Osterspill von 1464, Ut de mittelnedderdütsche Sprak in Mäkelbörger Platt oewerdragen un för de Upführung trechtmakt. Musik von Friedrich Siems. Eberhardt, Wismar 1928.